# Pośredni Groń (Tatry Zachodnie)

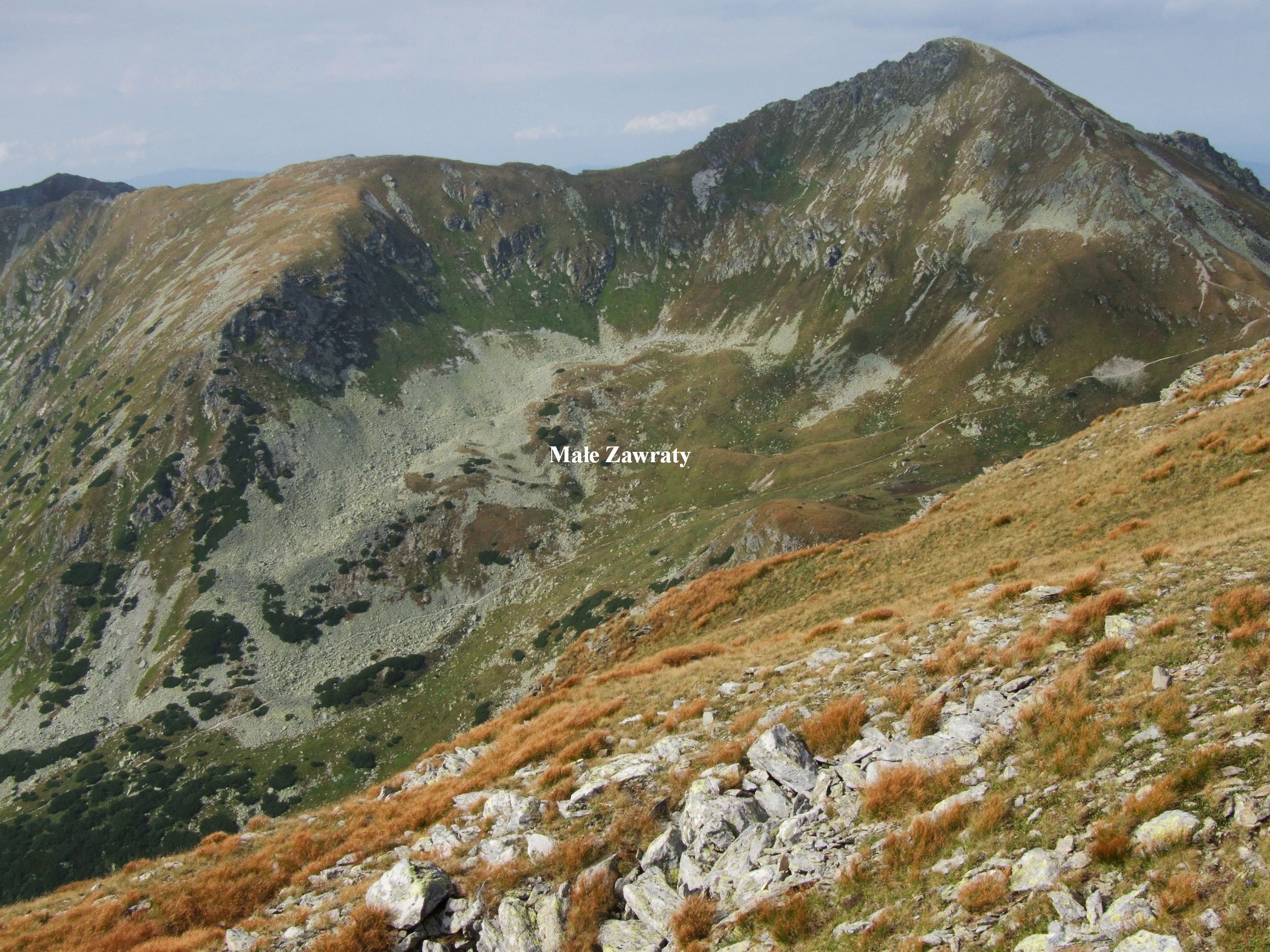
Pośredni Groń na lewo od napisu Małe Zawraty. U góry Rohacz Płaczliwy

Pośredni Groń (słow. Prostredný grúň) –  grzbiet odchodzący od grani głównej Tatr Zachodnich na południe, do Doliny Żarskiej. Zaczyna się zaraz po południowo-wschodniej stronie Smutnej Przełęczy (1963 m) niewielką kopką w grani, zwaną Smutnym Zwornikiem. Początkowo biegnie w południowym kierunku, niżej zakręcając na południowy zachód. Oddziela od siebie dwa kotły lodowcowe górnej części Doliny Żarskiej; najbardziej wschodni z trzech kotłów Wielkich Zawratów i Małe Zawraty. Przez Pośredni Groń prowadzi szlak turystyczny. Końcowy jego odcinek przed Smutną Przełęczą prowadzi eksponowanym trawersem porośniętym dość bujnymi trawami (niebezpiecznie przy zalodzeniu lub śniegu). Zimą z Pośredniego Gronia do Wielkich Zawratów czasami schodzą  lawiny.

## Szlaki turystyczne
– niebieski: Rozdroże pod Bulą – Pośredni Groń – Smutna Przełęcz. Czas przejścia: 1 h, ↓ 45 min

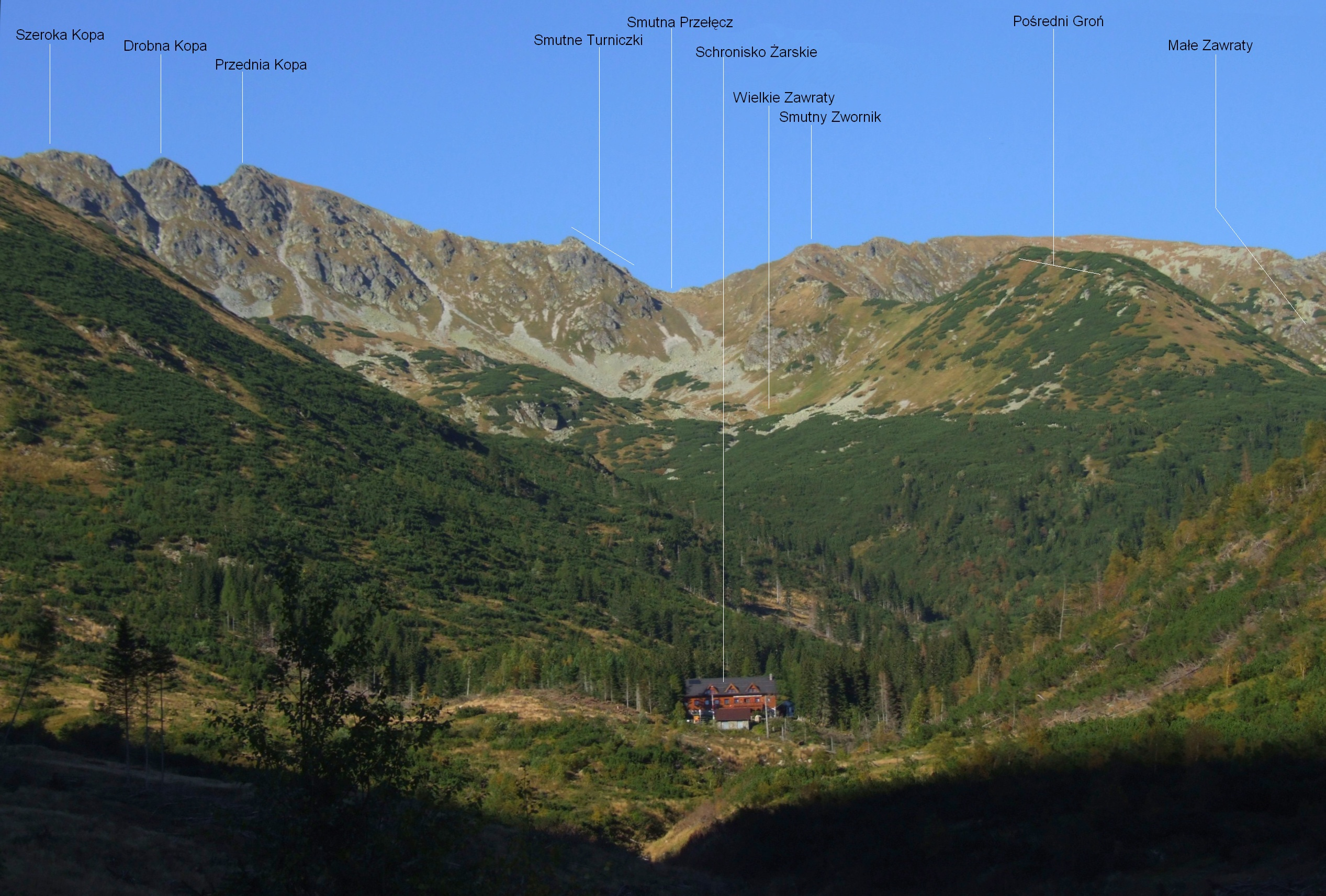
Pośredni Groń po prawej stronie